# Yenidoğan, Aralık
Yenidoğan là một xã thuộc huyện Aralık, tỉnh Iğdır, Thổ Nhĩ Kỳ. Dân số thời điểm năm 2011 là 688 người.